# 牧瀬めぐみ
牧瀬 めぐみ（まきせ めぐみ、1972年6月27日 - ）は、日本の元AV女優。
東京都出身。血液型:A型。身長:158cm。スリーサイズ:B98(G-70)・W60・H92。

## 略歴・人物
1991年にダイヤモンド映像の専属女優としてAVデビュー。
可愛らしい笑顔と大きな胸とお尻がチャームポイントで、ポスト松坂季実子ともいわれていた。
しかし1年程の活動で引退。

## 出演作品

### アダルトビデオ（撮り下ろし）
- お嬢様・めぐみ （1991年2月11日、ダイヤモンド映像）
- お上手、私の彼にも教えて下さい （1991年3月1日、ダイヤモンド映像）
- ごめんね太くて （1991年4月15日、ダイヤモンド映像）
- 定時制教師・めぐみ （1991年5月1日、ダイヤモンド映像）
- SMぽいが大好き （1991年6月1日、ダイヤモンド映像）
- 神よ、迷えるコシツキを救いたまえ!! （1991年7月11日、ダイヤモンド映像）
- 変態するは我にあり （1991年8月15日、ヴィーナス）
- ボディコン女子大生 引き裂く （1991年9月5日、ビックマン）
- デカパイ令嬢物語 （1991年、マリア） ※1~8作品の総集編
- 船室の女 （1992年2月25日、ビックマン）
- デカパイ純情伝 （1992年、ビックワークス） ※総集編
- ボディコン誘惑天使 牧瀬めぐみ 高見唯（1992年、ビックワークス BW-001）※総集編

### アダルトビデオ（編集作品）
- ひどい（1991年12月1日、ビックマン）※「お嬢様・めぐみ」「ごめんね太くて」「変態するは我にあり」3作品の再編集版（初公開シーンを含む）
- 過激にバスト・アップ（1992年7月22日、大陸書房）※「船室の女」の再編集短縮版
- 平成マドンナ100選 1（1993年11月5日、笠倉出版社 AJV74-48）全25名
- Actrice 6 1985～1995 トップAVアイドル Best 20（2006年9月5日、アイザックTOKYO ZD-10）全20名
- 平成美女22人（2007年8月1日、チャンネル・ヴィ HBS-001）全22名

## 書籍

### 写真集
- 赤くて暖かい鳥 （1991年7月1日、ビックマン） - 撮影:大隈孝之 中川秀樹 ISBN 9784894050846